# 愛媛県立松山中央高等学校
愛媛県立松山中央高等学校（えひめけんりつまつやまちゅうおうこうとうがっこう）は、愛媛県松山市に所在する高等学校である。1986年に設立、1987年に開校した。

## 概観
1986年12月26日に設立（愛媛県県立学校設置条例の一部改正条例公布）し、翌1987年4月1日に開校（同条例の施行）した公立（県立）普通科高等学校である。学校は、愛媛県松山市の南端に位置する面積44,743m2に及ぶ用地に設置されており、学校用地になる前の用途は農地(田、地主は26名）であった。学校の南側には、松山平野（道後平野）の中央やや南よりを東から西に流れている重信川が近接しており、学校の南西側の堤防には国土地理院（GSI）が作った三角点がある。また、重信川の流れに合うように愛媛県松山市と愛媛県伊予郡の区界があり、重信川の学校から見て対岸側には、伊予郡砥部町ならびに、伊予郡砥部町に隣接する松山市の一部、伊予郡松前町及び愛媛県伊予市の区画が広がる。2016年には学校設立から30年が経過し、2018年3月時点での卒業生数（1期生から29期生の卒業生）は11,403名となった。なお、愛媛県の県立高等学校では、少子化の影響により志願者数が、2014年から2018年まで5年連続で減少しており、2009年から入学定員を360名に設定している愛媛県立松山中央高等学校においても、2017年度及び2018年度の一般入学者選抜における志願者数が減少したことに伴い、新入生は定員割れとなり、2018年4月の新入生では定員より10名少ない350名となった。

## 沿革

### 略歴
設置の経緯
愛媛県の県立高等学校は、1974年4月に愛媛県立松山西高等学校（現在の愛媛県立松山西中等教育学校）が開校したため51校になった。しかし、第二次ベビーブームの影響を受け、1979年頃から高等学校進学者が急増した。その結果、県立高等学校の入学希望者が1979年度には前年度より約500名増加した18,505名（特に松山地区の競争率は1.36倍、今治地区でも1.24倍まで上昇）となった。これに対し、愛媛県教育委員会は入学希望者の増加が大きい地区の募集定員を435名（10学級分）増加させたが、翌1980年度の入学希望者はさらに増加して19,228名になり、特に増加が大きかった松山地区では競争率が1.38倍となった。また、今治地区においても同様に高倍率となった。そこで、この事態を収束させるため、高倍率になっていた2つの地区にそれぞれ高等学校を開校させることで対処を図ることになった。その結果、新設校が松山地区では伊予郡松前町北黒田、今治地区では今治市桜井にそれぞれ誘致された。しかし、1981年1月の伊予市及び伊予郡の市長及び町長と議会議長が松前町の誘致計画に賛同することを記した署名文書を提出した際に、松山市PTA連合会（松山市小中学校PTA連合会）は「松山の子供は松山の高校に通わせるのが親の願い」等の主張を展開し、1980年12月から1981年1月にかけて「県立高校増設街頭署名運動」と称して行った署名運動で集めていた有権者190,000人以上の署名を持って愛媛県教育委員会及び愛媛県知事（白石春樹）に陳情した。加えて、これに応対した愛媛県教育委員会教育長の西田春善は、「松山市内における学校用地の確保は困難である」としたが、松山市の中卒者は1987年から1988年にかけて急増することが予想されるため、それらを長期的に考慮するとして、松山地区に一校の増設可能性が今後見込まれることを示唆した。その後、1983年4月に当初の誘致計画通りの伊予郡に愛媛県立伊予高等学校（1学年10学級、1期生の入学定員は450名）、今治市に愛媛県立今治東高等学校（1学年6学級、1期生の入学定員は270名、現在の愛媛県立今治東中等教育学校）が開校したが、松山地区では1983年度には1.32倍、1984年度には1.31倍の競争率となり、依然として高倍率を保っていた。そのため、松山市PTA連合会は愛媛県議会や愛媛県教育委員会に対して「松山市内の中学生数が今後数年間で15～20%程度増加する」と主張した上で、松山市に県立普通科高等学校を増設することは不可欠であるとして請願及び陳情を続けた。1984年3月の愛媛県議会において、愛媛県教育委員会教育長の渡部好之は1987年度以降は既設校の学級数を増加させることによる対応では不十分であるという見方を示した上で、1987年度に高等学校を新設する方針を明らかにし、自由民主党愛媛県支部連合会（自民党県連）文教部会においても同様の決議がされ、新設校設置地区の候補として松山市や伊予郡砥部町等の希望が出た。1984年5月7日には、愛媛県知事の白石春樹や自由民主党愛媛県支部連合会に対し、松山市と砥部町の両首長及び議会とPTAの代表者らが新設高等学校誘致に係る陳情をした。その誘致活動の最中、自由民主党愛媛県支部連合会の幹部が地方財政法に抵触する行為である負担金を拠出することを松山市に要求したという報道があり、愛媛県や自由民主党愛媛県支部連合会は読売新聞や産経新聞等の全国紙も同様の報道をしていたにも拘わらず、日刊新愛媛（当時は愛媛新聞を上回る四国最大の発行部数を記録した愛媛県の県紙の一つだった）が虚偽の記事を掲載することで、白石春樹と自由民主党愛媛県支部連合会を中傷したとして、1984年8月9日に日刊新愛媛のみに対し、全国に例を見ない取材拒否の対抗措置を実行した。この取材拒否事件の影響を受け、1984年9月の愛媛県議会で予定されていた高等学校設置地区の明示はされなかったが、1984年12月8日に白石は学習環境や交通条件等を理由にして松山市井門町に設置することを表明した。1986年12月10日には新設高等学校の校名が「（愛媛県立）松山中央高等学校」に決定され、12月26日に公布される愛媛県県立学校設置条例の一部改正条例（昭和61年12月26日条例第30号）によって設立（10学級、450名）とすることが決定した。同条例は翌1987年4月1日に施行され、これに伴う愛媛県立松山中央高等学校の開校により、当時の愛媛県における県立高等学校は54校となった。

### 年表
(年表における主要な出典は公式サイトによるものである)
- 1986年
  - 12月26日 - 愛媛県県立学校設置条例の一部改正条例（昭和61年12月26日条例第30号）公布（愛媛県立松山中央高等学校の設立）[2][16]。
- 1987年
  - 4月1日 - 愛媛県県立学校設置条例の一部改正条例（昭和61年12月26日条例第30号）施行[16]、愛媛県立松山中央高等学校の開校、開校入学式を行う。（1期生450名）
  - 7月20日 - 落成式を行う。
- 1988年
  - 2月25日 - プール竣工。
  - 3月31日 - クラブハウス竣工。
- 1996年
  - 4月1日 - 入学定員を400名に変更する。
- 2002年度
  - 医療看護系コース（全日制普通科）を設置する[17]。
- 2006年度
  - 文部科学省からスーパー・イングリッシュ・ランゲージ・ハイスクール（略称はSELHi、指定期間は3年間）に指定される[18]。
- 2009年
  - 4月1日 - 入学定員を360名に変更する。
- 2017年度
  - 文部科学省から平成29年度学校保健及び学校安全表彰（文部科学大臣表彰）の被表彰者に選ばれる[19][20]。

### 歴代校長
| 代 | 氏名       | 在任期間              | 前職                       | 後職                           | 備考・出典等 |
| -- | ---------- | --------------------- | -------------------------- | ------------------------------ | ------------ |
| 01 | 三好貞義   | 1987年4月 -           |                            |                                | [ 9 ]        |
| 02 |            |                       |                            |                                |              |
|    |            |                       |                            |                                |              |
| 04 |            |                       |                            |                                |              |
| 05 |            |                       |                            |                                |              |
| 06 | 高須賀康生 | 1997年4月 -           | 愛媛県立図書館館長（24代） |                                | [ 21 ]       |
| 07 |            |                       |                            |                                |              |
| 08 | 松岡義勝   |                       |                            |                                | [ 22 ]       |
| 09 | 末廣久行   |                       |                            |                                | [ 9 ]        |
| 10 | 坂井良至   |                       |                            |                                | [ 9 ]        |
| 11 | 保積郁子   |                       |                            |                                | [ 9 ]        |
| 12 | 関岡利夫   | - 2016年3月           |                            |                                | [ 9 ]        |
| 13 | 藻利毅     | 2016年4月 - 2018年3月 | 愛媛県立大洲高等学校校長   | 愛媛県総合教育センター指導主事 | [ 9 ]        |
| 14 | 上田敏博   | 2018年4月 - 2021年3月 | 愛媛県立長浜高等学校校長   |                                | [ 6 ]        |
| 15 | 水田寿     | 2021年4月 - 現在      | 愛媛県総合教育センター     | [ 9 ]                          |              |

## 教育

### 教育理念・目標等
(教育理念・目標等における主要な出典は公式サイトによるものである)

#### 教育方針
心と心の触れ合いを大切にして、一人一人の個性を伸ばす。

#### 指導目標
- 自然や人間との触れ合いのなかで、思いやりの心と豊かな情操を育てる。
- 一人一人に応じた学習活動のなかで、創造する力と表現する力を育てる。
- 規律ある生活習慣のなかで、つよい意志とすこやかな体を育てる。

#### 校訓
校訓は、英語名称（Ehime Prefectural Matsuyama Central Senior High Schoolまたは、Ehime Prefectural Matsuyama Central High School）の中からCentralを抜き出し、 C・ e・ n・t・r・a・l をそれぞれイニシャルとした語から成る。
Challenge（意味: 真意を問いかけて）
energetic（偽りなく果敢に挑む）
noble（純真な光彩のように）
thoughtful（研ぎ澄まされた）
righteous（信義に則り）
 ambitious（向上させて拓く）
liberal（先駆けへ）

### シラバス
2013年度から、新しい学習指導要領に完全移行したことに伴うシラバスの変更のため、年間33単位（週に33限）で授業を実施することになり、月曜日と水曜日と木曜日の週に3日が7限授業日となった。また、木曜日は全校集会を他の曜日における朝読書及びショートホームルーム（略称はSHR）の時間に設定されており、第6限はセントラルプラン（特別活動、略称はCP）、第7限はホームルーム活動（略称はHR）にそれぞれ設定されている。さらに、2005年度から平日の普通授業日は、遅刻生徒数を減少させること等を目的として毎朝8時20分から8時30分までの10分間を正規の授業時間として扱わない（教育課程に存在しない）「朝読書」の時間に設定している。また、年度ごとの教育課程で設定している卒業または進級に係る単位取得に関連する正規授業時間及び出席日数には直接関与しない「土曜ゼミ」（ゼミナール）及び「夏季／冬季／春季ゼミ」等から成るセミナーを土曜日や長期休業中に実施している。

### コース振り分け
2年次には生徒の進路希望に応じたコース振り分けがあり、系統別に理数系コース、医療看護系コース、人文系コース、英語系コースの全4コースを設置している。また、2年次後半には各コースごとで志望大学に合わせて、さらに詳細な選択教科及び科目を設定している。特に、英語系コース及び人文系コースでは、国公立大学等への進学を見据え、大学入試センター試験及び2021年から開始する大学入学共通テストの受験を想定した「V型（5教科型）」と私立大学文系学部等への進学を見据えた「Ⅲ型（3教科型）」のように細分化している。さらに、人文系コースでは、芸術系大学への進学希望者に対応することを目的とした「芸術型」も設定可能にしている。

#### 学科内各コースの特徴
(学科内の専門コースにおける主要な出典は公式サイトによるものである)
理数系コース
理系科目（数学、物理、化学、生物）を中心として、文系科目（英語、国語、地理）も同時に学習するコースである。履修科目上対応できる進学先の学部は、主に医学部、薬学部、理学部、工学部、教養学部（理系）、農学部、教育学部（理系）、経済学部（理系）である。
医療看護系コース
2001年度の入学生から設置されたコースで、主に看護師等の医療従事者を目指すためのコースであり、医療系大学及び医療系専門学校が主な進学先である。医療看護系コースは医学部等の理系科目を中心に利用する進学先には教育課程上（科目上）対応していない。また、2年次には愛媛大学医学部附属病院等の松山保健医療圏にある病院で職場体験をしている。
人文系コース
文系科目（英語、国語、地理歴史・公民）を中心として、理系科目（数学、地学基礎、生物基礎、物理基礎、化学基礎）も同時に学習する（Ⅲ型は除く）コースである。履修科目上対応できる進学先の学部は、主に法学部、文学部、経済学部（文系）、教養学部（文系）、教育学部（文系）である。
英語系コース
人文系コースとほぼ同じ教育課程及び進学先である。ただし、高等学校卒業までに英検準1級の合格をコース内での目標としており、各種英語スピーチコンテストに参加したり、独自の授業及び行事（English Day、英語サマーキャンプ等）がある。

### 組織

#### 設置学科及び教育課程系統表（コース）
(設置学科及び教育課程系統表における主要な出典は公式サイトによるものである)
- - 全日制課程
    - 普通科
      - 理数系コース
        - 物理専攻（化学は必ず履修、地学は選択不可）
        - 生物専攻（化学は必ず履修、地学は選択不可）

      - 医療看護系コース
      - 人文系コース
      - 英語系コース

## 学校施設

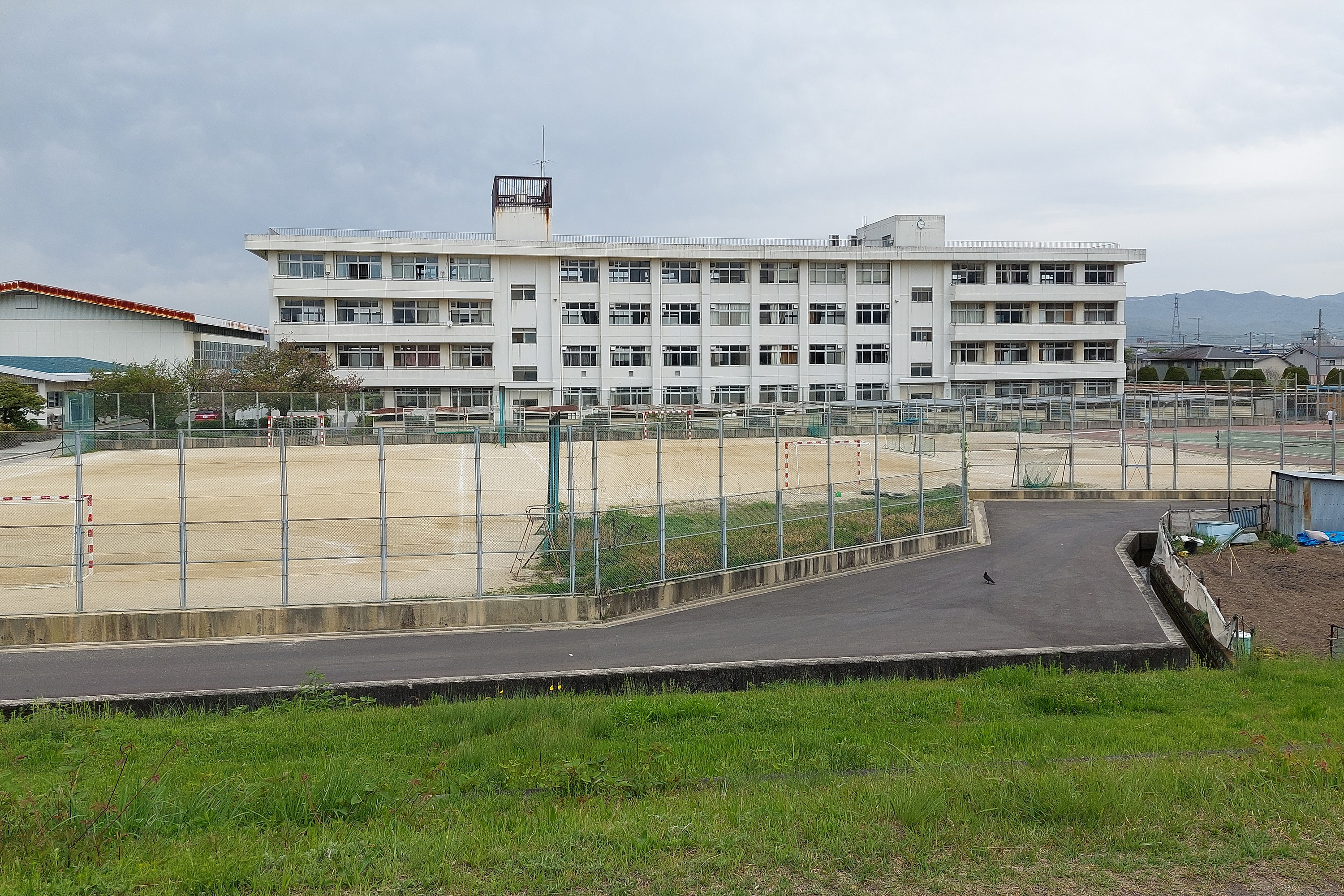
特別教棟

校舎（教棟）は、3年生のホームルーム教室及び図書室ならびに事務室及び職員室等が入る本館（北東側）、1年生及び2年生のホームルーム教室等が入る普通教棟（本館と普通教棟の間に位置する）、理科（地学、物理、化学、生物）及び地理歴史・公民の実験室や講義室ならびに情報教室及び家庭科調理室等の各教室が入る特別教棟（南西側）の4階建て3棟によって構成されている。さらに、各教棟に入る全てのホームルーム教室及び講義室等にはエアコンが設置されている。また、2004年に四国の公立高等学校として初めてエアコンが設置された学校である。なお、校内には清涼飲料水を販売する自動販売機とウォータークーラー（冷却水道水供給設備）を除いて常設の食堂や売店及びコンビニエンスストア等の食品及び飲料水を入手できるスポットが一切存在していない。

## 基礎データ

### 象徴
スクールカラー
スクールカラーは紺色 である。紺色は2016年の設立30周年記念時に考案された記念ステッカーのデザインの一部にスクールカラーとして採用されている。
学校鳥
学校鳥は『カワセミ』である。カワセミは2016年の設立30周年記念時に当時の芸術科（美術）の教員が考案し、生徒によって名付けられた30周年記念マスコットキャラクターである「Challenge Bird カワみん」（後述）の題材に起用されている。
校歌
校歌の作詞は初代校長である三好貞義を中心とした「校歌作成委員会」、作曲は当時の音楽の教員が担当した。
校章
漢字の髙（高の異体字）とChuo（Central）のイニシャルであるCを図案化したものである。
オオバタネツケバナ
中庭には、「ていれぎの泉」と称した澱みがあり、杖ノ淵から松山市高井町の「高井保存会」によって移植されたオオバタネツケバナ（松山市における地方名はテイレギ）がある。
創立30周年記念キャラクター『Challenge Bird カワみん』
Challenge Bird カワみん（ちゃれんじばーどかわみん）は、2016年に当時の芸術科（美術）の教員がカワセミ、CENTRAL MARATHON、重信川、石鎚山、ツバキから着想を得てデザインし、生徒によって名付けられた創立30周年記念マスコットキャラクター及びそのデザインをもとに東京都品川区北品川にある株式会社アトリエパレットによって制作された二頭身型着ぐるみならびに手芸部及びクッキング部等によって制作された関連グッズの総称であり、愛称は「カワみん」である。また、放送部及び写真部は愛媛新聞社の企画で「高校生記者・松山中央チーム"カワみん's"」を結成している。2017年度からは30周年記念用に制作されたマスコットであることから、利用できる機会が減少したため図書委員会や特活科が主導となってデザイン及び二頭身型着ぐるみを粛々と運用している。更に、「Challenge Bird カワみん」は2016年のゆるキャラグランプリ（ゆるキャラグランプリ in 愛顔のえひめ大会）に参加しており、ランキングは1,421体中310位だった。

## 災害への対応

### 緊急時の対応に係るガイドライン
災害発生時等の緊急時における学校の対応についてガイドラインを策定しており、気象庁が特別警報（大雨、大雪、暴風、暴風雪、波浪、高潮）を愛媛県に発表したり、暴風警報、暴風雪警報のうちいずれか一つでも愛媛県松山市または生徒の居住地区に発表した場合や当該市町村長が避難準備・高齢者等避難開始、避難勧告、避難指示（緊急）を災害対策基本法または原子力災害対策特別措置法に基づいて愛媛県松山市浮穴地区または生徒の居住地区に発令した場合には、生徒の登校が制限されて臨時休校等の措置がとられる。さらに、2018年8月からは、平成30年7月豪雨（西日本豪雨）の被害を受けて、気象庁が洪水警報を愛媛県松山市または生徒の居住地区に発表した際、生徒の登校が制限されるようになった。ただし、気象情報を除くJ-ALERT（全国瞬時警報システム）が伝達する情報（地震情報、津波情報、火山情報、有事関連情報等）やCBRNE災害、太陽嵐及び高高度核爆発によって発生するEMP、対地ミサイルや巡航ミサイルによる攻撃等についての対応は策定されていない。

### 重信川の氾濫及び南海トラフ地震への対応
年に数回実施される防災（退避）訓練では学校が一級河川重信川水系（主に重信川及び石手川）に近接することから、大雨時における重信川の氾濫及び南海トラフ地震に起因する津波の被害を想定して、学校施設が倒壊や液状化現象等による被害を受けないことを前提とした4階建て教棟の屋上への避難を組み入れている。また、愛媛県立松山中央高等学校は愛媛県が南海トラフ地震を想定して実施する訓練である「シェイクアウトえひめ（県民総ぐるみ地震防災訓練）」に参加している団体の一つである。ただし、愛媛県が2017年に公表した重信川水系石手川の「洪水浸水想定区域図」では愛媛県立松山中央高等学校及びその周辺は洪水浸水域には含まれているが、東北地方太平洋沖地震による津波を受けて2013年に愛媛県地震被害想定調査検討委員会が公表した「津波浸水想定」では、津波浸水域に含まれていない。さらに、2018年8月28日からは南海トラフ地震の発生確率が高まっていること等を理由に、全生徒を対象として携帯電話等（スマートフォンを含む）の校内持ち込みが可能となった。

### 学校施設の耐震化
2017年時点で、校舎及び各施設は耐震化が完了している。しかし、耐震診断の結果は校舎及び各施設の構造（設計）のみを対象としており、建物内部の設備（内壁、黒板、本棚、照明、スピーカー、エアコン等）は耐震診断の対象となっていないため、建物内部の設備の耐震性は不明である。そのうえ、開校から既に30年以上経過しており、校舎の老朽化による外壁の剥落や一部施設での雨漏りならびに天井の剥落及び崩落や可視化できない内部構造の崩壊等の危険が問題となっている。

## 避難所機能

### 指定避難所及び広域避難所としての機能

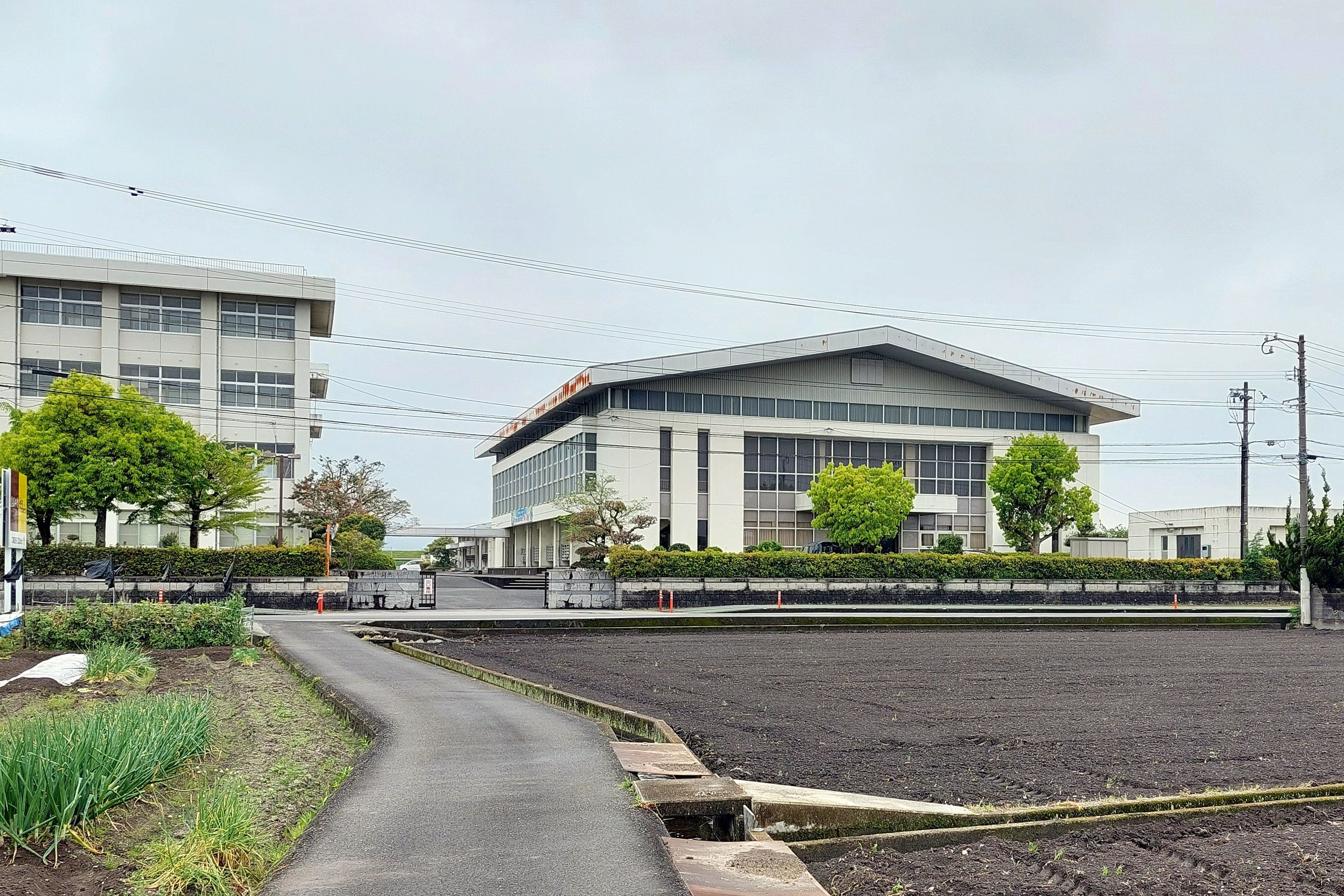
体育館

愛媛県松山市浮穴地区の指定避難所（地震、津波、高潮、土砂災害のみで、洪水発生時は対応できない）に指定されており、体育館はRC造、4階建て、屋内有効面積1,604m2であり、グラウンド及び空地面積は24,186m2（松山市内の小学校、中学校、高等学校の中では余土中学校、北条北中学校、学校法人愛光学園に次いで4番目の大きさ、高等学校に限定すると最大）に及ぶため、収容人員は収容避難所として800人、一時避難では24,186人（生徒数の約23倍）となる。なお、体育館にはソフトバンクが2013年度に、使用料及び場所代ならびに電気使用料が免除されることを条件として、愛媛県内の全避難所に自社負担で設置した公衆無線LANであるWi-Fiのルーターがあり、普段は商用として使用されているが、大規模災害時にはソフトバンクユーザー以外にもアクセスポイントを無料開放することになっている。

### 原子力災害時における広域避難計画
愛媛県地域防災計画（原子力災害対策編）において、四国電力伊方発電所（伊方原子力発電所／伊方原発）で原子力事故（原子力災害対策特別措置法に定める原子力災害）が生じるまたは生じる恐れがある場合における愛媛県八幡浜市、大洲市の広域避難・第１避難先候補施設になっている。また、大洲市大和地区の広域避難所にも指定されており、この場合の収容人員は580人である。

## 主な学校行事

### 特徴的な学校行事
特徴的な学校行事として、「創立記念凧揚げ大会」や「CENTRAL MARATHON（セントラルマラソン）」がある。また、2年次にある修学旅行は通常4泊5日（シンガポール及びマレーシアのみ）または3泊4日（沖縄県、北海道、関東地方）で実施し、行き先は沖縄県（主に沖縄本島）、シンガポール及びマレーシア、北海道、関東地方（主に東京都区部とその周辺）になっているが、2008年度までは修学旅行の行き先にハワイと中国もあった。
創立記念凧揚げ大会
1年生全員が入学直後に約10日間、クラスメイト同士の親睦を深めることを目的として、本来は部活動の時間として設定されている放課後を利用して凧を制作し、5月に近隣にある未来夢保育園（社会福祉法人愛媛福祉会）の園児と共に凧を揚げる端午の節句の恒例行事である。また、1年生の制作した凧は教員が中心となってデザインと揚がり方の審査が行われる。なお、2016年の航空法施行規則一部改正により、「航空法施行規則第236条第1号に掲げる空域（地理院地図-空港等の周辺空域）で凧揚げ及び無人航空機（ドローン、ラジコン等）の飛行を行うこと」が禁止されたため、松山空港で離着陸する航空機の飛行経路の直下に所在する愛媛県立松山中央高等学校では、学校内の南西部（特にグラウンド）上空にあたる「松山空港円錐表面の上空の空域」で凧揚げを行う際に国土交通省大阪航空局松山空港事務所に許可申請することが必要となった。ただし、2016年の航空法施行規則の一部改正以降、松山空港事務所に対して適切な対応を行ってから「凧揚げ大会」を開催しているかについては学校側からの公式発表はない。
CENTRAL MARATHON（セントラルマラソン）
開校当初の1987年度から、1､2年生約700名全員で走るマラソン行事であり、重信川の堤防及び校内のグラウンド等を使用して実施している。ただし、「創立10周年記念セントラルマラソン97」では松山自動車道の工事によってマラソンの開催に不都合が生じたため、日本道路公団との協議により開通前の高速道路で実施している。男性は全行程で21.0975kmのハーフマラソン、女性は10kmの道のりを走り、参加生徒の完走率は2018年2月に実施された「CENTRAL MARATHON 2018」では1年生が100 % 、2年生が99.4 % である。

## 愛媛県立松山中央高等学校に関連する人物

### 俳優・歌手・芸能
- きむらバンド - お笑い芸人（たくろう）
- やのひろみ - ローカルタレント、ラジオパーソナリティ

### 報道
- 結野亜希 - フリーアナウンサー

### スポーツ
- 青野大介 - サッカー指導者、元プロサッカー選手
- 増谷幸祐 - プロサッカー選手
- 山村路直 - 元プロ野球選手

### その他
- 宮岡良丞 - 愛媛銀行銀行員、『SASUKE』有力選手

## アクセス
- 予讃線 市坪駅下車から徒歩35分[59]
- 伊予鉄バス 砥部線 南井門バス停留所 下車徒歩30分[59]
- 伊予鉄バス北伊予線 南古川バス停留所 下車徒歩20分[59]